# BMW Sauber F1.06
A BMW Sauber F1.06 egy Formula–1-es versenyautó, amelyet a BMW Sauber csapat tervezett és versenyeztetett a 2006-os Formula–1 világbajnokság során. Pilótái Nick Heidfeld és Jacques Villeneuve voltak, utóbbit a szezon későbbi szakaszától Robert Kubica váltotta.

## A szezon
A BMW hosszú ideig motorszállító volt a Formula–1-ben, ettől az idénytől kezdődően indítottak először gyári csapatot, méghozzá a Sauber csapat nevükre vételével. Az idényt átmeneti évként kezelték, ezért kellemes meglepetés volt az autó jó teljesítménye. Rendszeresen képes volt a pontszerzésre, sőt két esetben dobogós helyezést is szereztek vele: egyet Heidfeld, egyet Kubica.
Az autó az idény közben is kapott fejlesztéseket, de rendelkezett innovációkkal is. Ezek egyike volt a riválisok által kifogásolt flexibiis hátsó szárny, amelyet végül merevebbé kellett tenniük. Egy másik újítás volt a francia nagydíjon a két toronyszerű légterelő közvetlenül a cockpit mellett, ezt is gyorsan betiltották. A csapat a szezont konstruktőri ötödikként zárta.
A kasztni festése hasonló volt ahhoz, mint amit a Williams-szel való partnerség alatt használtak, csak a szürke sávok helyett itt pirosak voltak. A Sauber korábbi nagy szponzorai, mint a Credit Suisse és a Petronas megmaradtak, és újabbak is érkeztek, mint az Intel, a Dell, és az O2.

## Eredmények
| Év   | Csapat             | Motor   | Gumik | Pilóták            | 1   | 2   | 3   | 4   | 5   | 6   | 7   | 8   | 9   | 10  | 11  | 12  | 13  | 14  | 15  | 16  | 17  | 18  | Pontok | Helyezés |
| ---- | ------------------ | ------- | ----- | ------------------ | --- | --- | --- | --- | --- | --- | --- | --- | --- | --- | --- | --- | --- | --- | --- | --- | --- | --- | ------ | -------- |
| 2006 | BMW Sauber F1 Team | BMW P86 | M     |                    | BHR | MAL | AUS | SMR | EUR | ESP | MON | GBR | CAN | USA | FRA | GER | HUN | TUR | ITA | CHN | JPN | BRA | 36     | 5.       |
| 2006 | BMW Sauber F1 Team | BMW P86 | M     | Nick Heidfeld      | 12  | KI  | 4   | 13  | 10  | 8   | 7   | 7   | 7   | KI  | 8   | KI  | 3   | 14  | 8   | 7   | 8   | 17† | 36     | 5.       |
| 2006 | BMW Sauber F1 Team | BMW P86 | M     | Jacques Villeneuve | KI  | 7   | 6   | 12  | 8   | 12  | 14  | 8   | KI  | KI  | 11  | KI  |     |     |     |     |     |     | 36     | 5.       |
| 2006 | BMW Sauber F1 Team | BMW P86 | M     | Robert Kubica      |     |     |     |     |     |     |     |     |     |     |     |     | DSQ | 12  | 3   | 13  | 9   | 9   | 36     | 5.       |